# Echis hughesi
Echis hughesi är en ormart som beskrevs av Cherlin 1990. Echis hughesi ingår i släktet Echis och familjen huggormar. IUCN kategoriserar arten globalt som otillräckligt studerad.
Artens utbredningsområde är norra Somalia. Inga underarter finns listade i Catalogue of Life.